# سلمى بنت عميس
سَلْمَى بنت عُمَيْس الخثعمية صحابية، أبوها عميس بن معد بن تميم بن الحارث بن شهران بن خثعم، وأمها هند وهي خولة بنت عوف بن زهير بن الحارث بن حماطة بن جرش. أسلمت سلمى قديمًا مع أختها أسماء بنت عميس، تزوجت سلمى من حمزة بن عبد المطلب عم النبي محمد، فولدت له ابنته إمامة التي كانت بمكة فأخرجها علي بن أبي طالب في عمرة القضاء، فأختصم فيها علي وزيد بن حارثة وجعفر بن أبي طالب وأراد كل واحد ضمّها إليه وكفالتها، فقضى بها النبي محمد لجعفر بن أبي طالب لأن اختها أسماء بنت عميس كانت زوجته، ولقول النبي محمد: «»
بعد استشهاد حمزة في غزوة أحد سنة 3هـ، تزوجها شداد بن الهاد الليثي، فولدت له عبد الله بن شداد. وسلمى هي الأخت الصغرى لأسماء بنت عميس زوجة الخليفة الأول أبو بكر الصديق وهي أيضًا أخت غير الشقيقة لأم المؤمنين زينب بنت خزيمة وأم المؤمنين ميمونة بنت الحارث آخر زوجات النبي محمد.